# 말레이시아개미
말레이시아개미(Camponotus saundersi)는 왕개미속에 속하는 개미이다. 말레이시아, 브루나이에 서식하는 곤충으로서 보르네오섬의 고유종 동물이기도 하다.

## 공격
두 개의 독액 분비선이 있다. 이 개미가 적들에게 둘러싸였을 때는, 복부 근육을 수축시키고 독액 분비선을 폭파시켜 적들에게 독액을 내뿜는데, 그러면 자신도 하반신이 폭파되어서 죽는다.